# جيم ماكدونا
جيم ماكدونا (بالإنجليزية: Jim McDonagh) (6 أكتوبر 1952 في المملكة المتحدة - ) هو لاعب كرة قدم أيرلندي في مركز حراسة المرمى. شارك مع منتخب جمهورية أيرلندا لكرة القدم. أما مع النوادي، فقد لعب مع برمنغهام سيتي وبولتون واندررز وتشارلتون أثلتيك ومانشستر يونايتد ونادي إيفرتون ونادي روذرهام يونايتد ونادي سندرلاند ونادي غيلينغهام ونوتس كاونتي وهدرسفيلد تاون ونادي سكاربورو ونادي غالواي ‏ وغرانتهام تاون ‏ ونادي تلفورد يونايتد وأرنولد تاون وسبالدينغ يونايتد ‏ وويتشاتا وينغز ‏ وغالواي يونايتد ‏.

## وصلات خارجية
- جيم ماكدونا على موقع قاعدة بيانات كرة القدم.إي يو (الإنجليزية)
- جيم ماكدونا على موقع ناشيونال فوتبول تيمز (الإنجليزية)